# سقوط سی-۱۳۰ نیروی هوایی فیلیپین (۲۰۲۱)
سقوط سی-۱۳۰ نیروی هوایی فیلیپین (انگلیسی: 2021 Philippine Air Force C-130 crash) در ۴ ژوئیه در سولو فیلیپین رخ داد که دست‌کم ۴۵ کشته برجای گذاشت، از این تعداد ۵۰ نفر در داخل هواپیما برفراز آسمان و ۳ نفر دیگر در زمین کشته شدند، این حادثه یکی از مرگبارترین حوادث هوانوردی در تاریخ ارتش فیلیپین به‌شمار می‌رود.